# Gare de Lelystad-Centre
La gare de Lelystad-Centre (en néerlandais Station Lelystad Centrum) est une gare ferroviaire néerlandaise des lignes de Weesp à Lelystad (dite aussi Flevolijn) (nl) et de Lelystad à Zwolle (dite aussi Hanzelijn) (nl), située sur le territoire de la ville de Lelystad, dans la province du Flevoland.
Elle est mise en service en 1988 par les Nederlandse Spoorwegen (NS) et devient une gare de bifurcation en 2012.
C'est une gare voyageurs des NS, desservie par des trains EuroCity (EC), InterCity (IC) et Sprinter.

## Situation ferroviaire
Établie à −3 mètres d'altitude, la gare de bifurcation de Lelystad Centrum est située au point kilométrique (PK) 40,0 de la ligne de Weesp à Lelystad (Flevolijn) (nl), après la gare de Dronten (nl) et l'origine de la ligne de Lelystad à Zwolle (Hanzelijn) (nl), avant la gare d'Almere-Oostvaarders (nl).

## Histoire
Les travaux de construction de la gare ont débuté en 1984 pour s'achever en 1988. Conçue dans le style du mouvement postmoderne en architecture, elle est due à l'architecte Peter Kilsdonk, essentiellement connu pour ses créations d'une nouvelle génération de gares pour les Nederlandse Spoorwegen (NS) dans les années 1980/90. Les voies étant sur un haut remblai, elles sont sur le deuxième niveau, les installations d'accueil étant au niveau du sol. Le tout est couvert par une grande structure d'acier et de verre. Il est mis en service le 28 mai 1988 pour une seule ligne, mais il est conçu pour deux et sa structure modulable doit permettre des agrandissements si nécessaire.
Le chantier de construction de la ligne de Lelystad à Zwolle, réalisé par ProRail, débute en 2007. En fonction de l'expérience acquise depuis l'ouverture et notamment du cout important de l'entretien, il est décidé d'agrandir et modifier la structure tout en conservant le style d'origine. Les travaux de l'agrandissement de gare débutent en 2008. 
La gare n'est plus un terminus le 30 septembre 2012, jour de la mise en service de la nouvelle ligne et des travaux d'agrandissement. Elle dispose maintenant de quatre voies, deux quais et une nouvelle entrée de l'autre côté du remblai. Chacun des accès dispose d'un grand parc couvert pour les vélos.

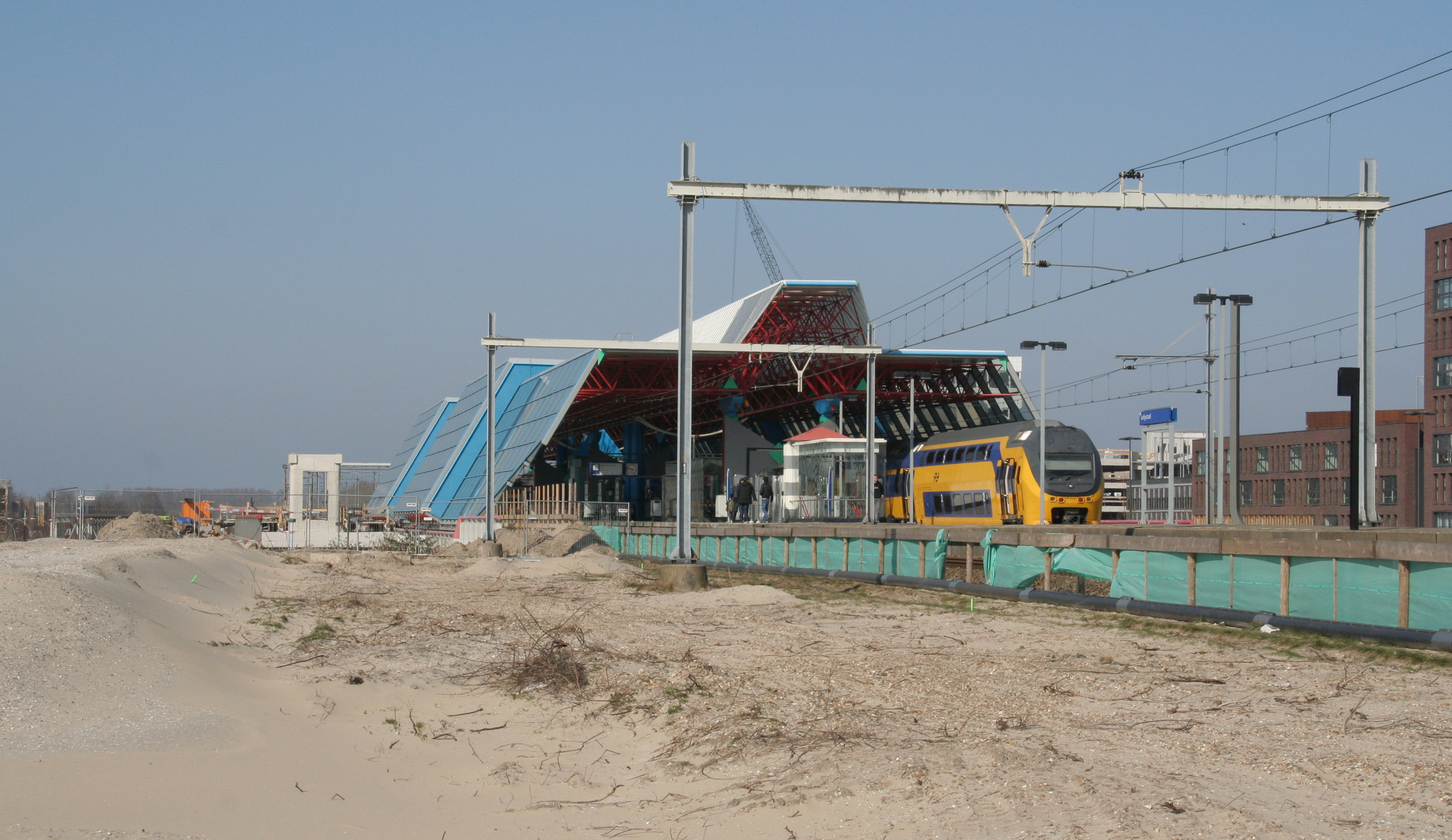
Travaux en 2009
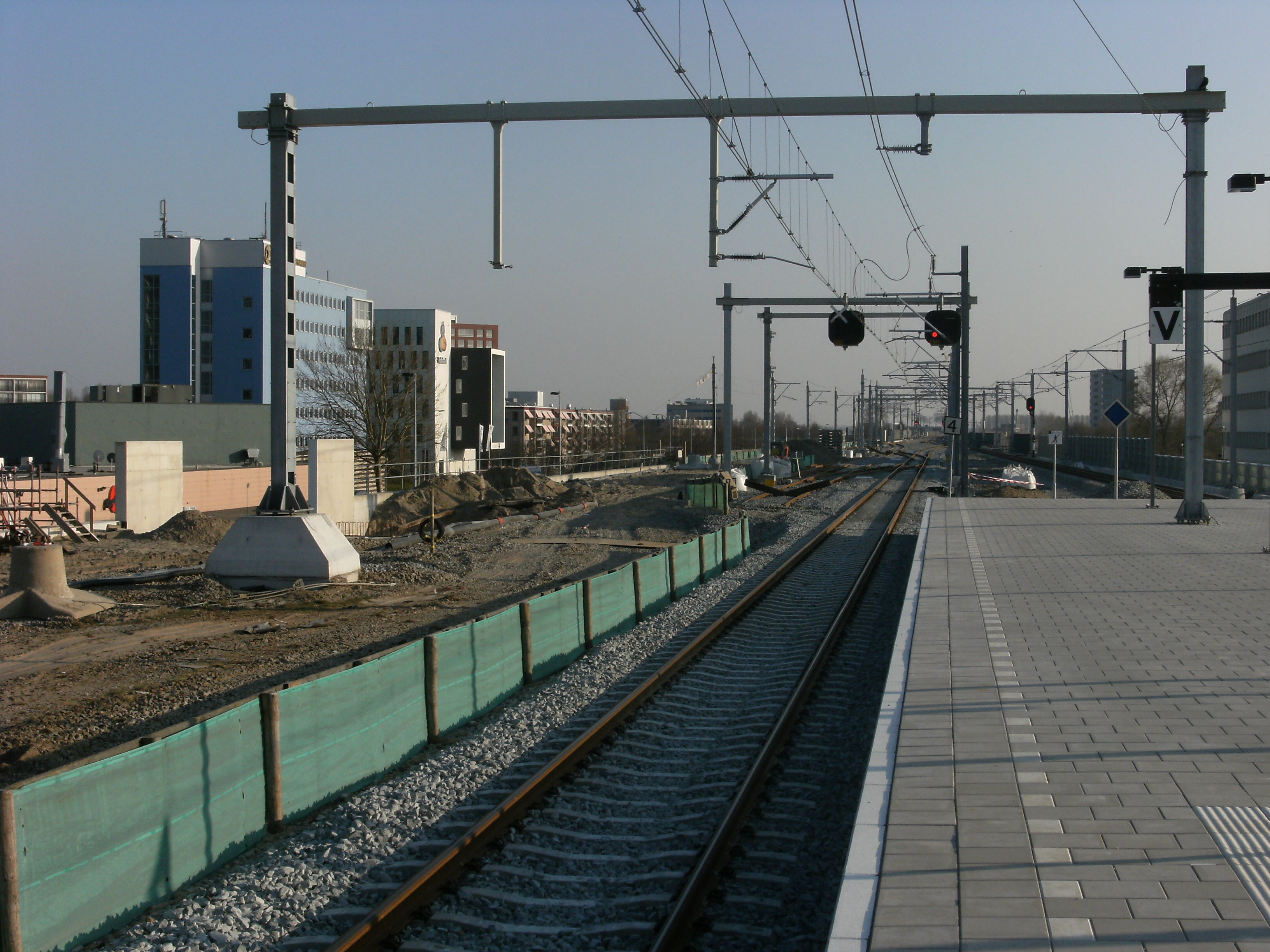
Travaux en 2011
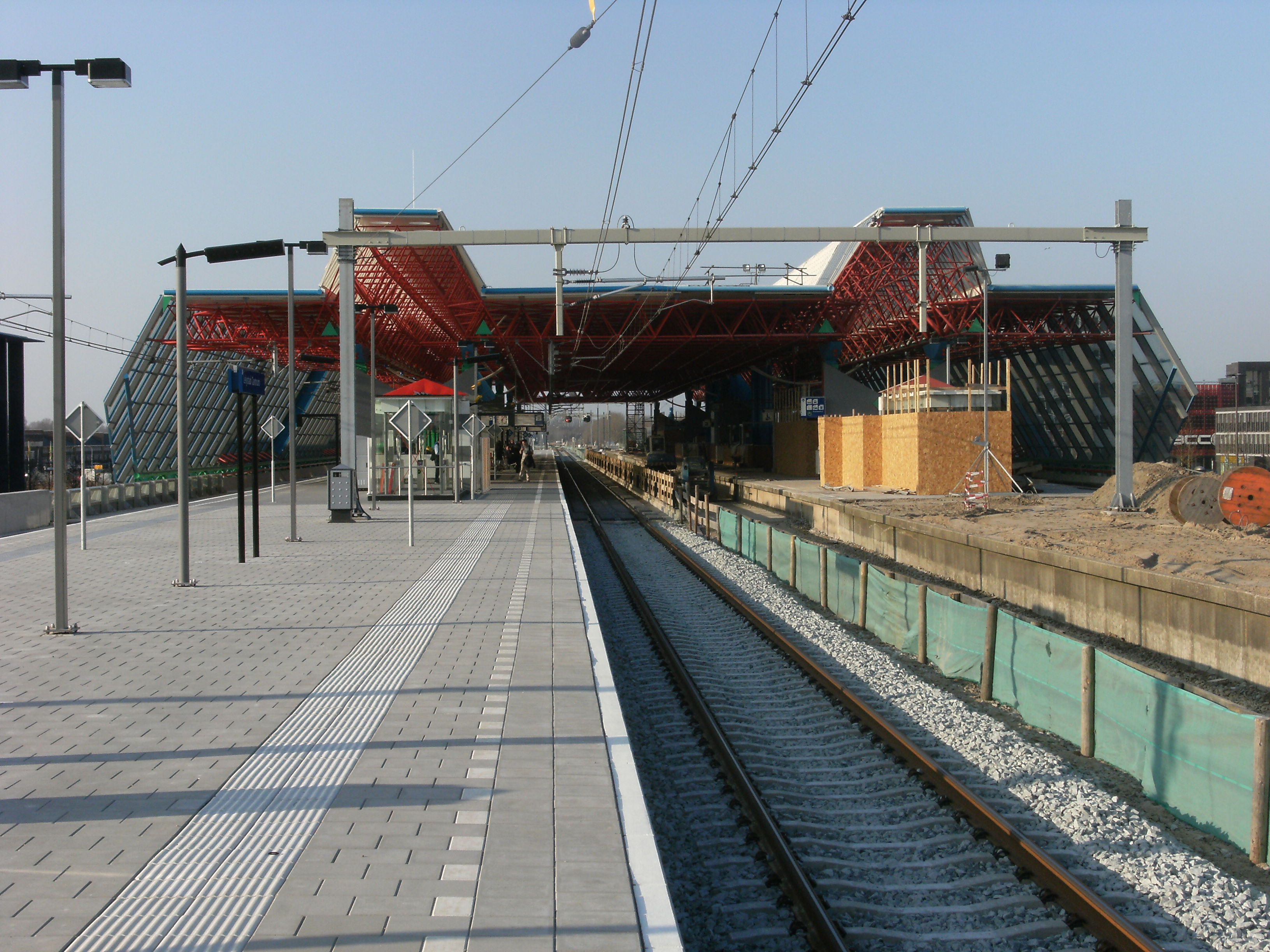
Travaux en 2011

## Service des voyageurs

### Accueil
Gare NS, elle dispose d'un bâtiment voyageur, avec guichet et salle d'attente, ouvert tous les jours. Elle est notamment équipée d'automates pour l'achat de titre de transport et dispose d'aménagements, équipement et service pour les personnes à mobilité réduite. Un kiosque à journaux et un établissement de restauration rapide y sont installés.

### Desserte
Lelystad Centrum est desservie par des trains IC des relations : Lelystad Centrum - La Haye-Central, ou Leiden Centraal, ou Vlissingen, ou  Rosendael, ou Rotterdam et Lelystad Centrum - Groningen ou Leeuwarden.
Elle est également desservie par des trains Sprinter des relations : Lelystad Centrum - Hoofddorp, ou  Utrecht-Central, ou Amsterdam-Central, et Lelystad Centrum - Zwolle.

### Intermodalité
Des parcs pour les vélos et un parking pour les véhicules y sont aménagés.
Une gare routière est située face à l'entrée principale, elle est desservie par des bus urbains (lignes 1, 2, 3, 5, 7, 9, 10 et 11) ainsi que par des autocars (lignes 145, 148, 163, 164, 345 et 650).

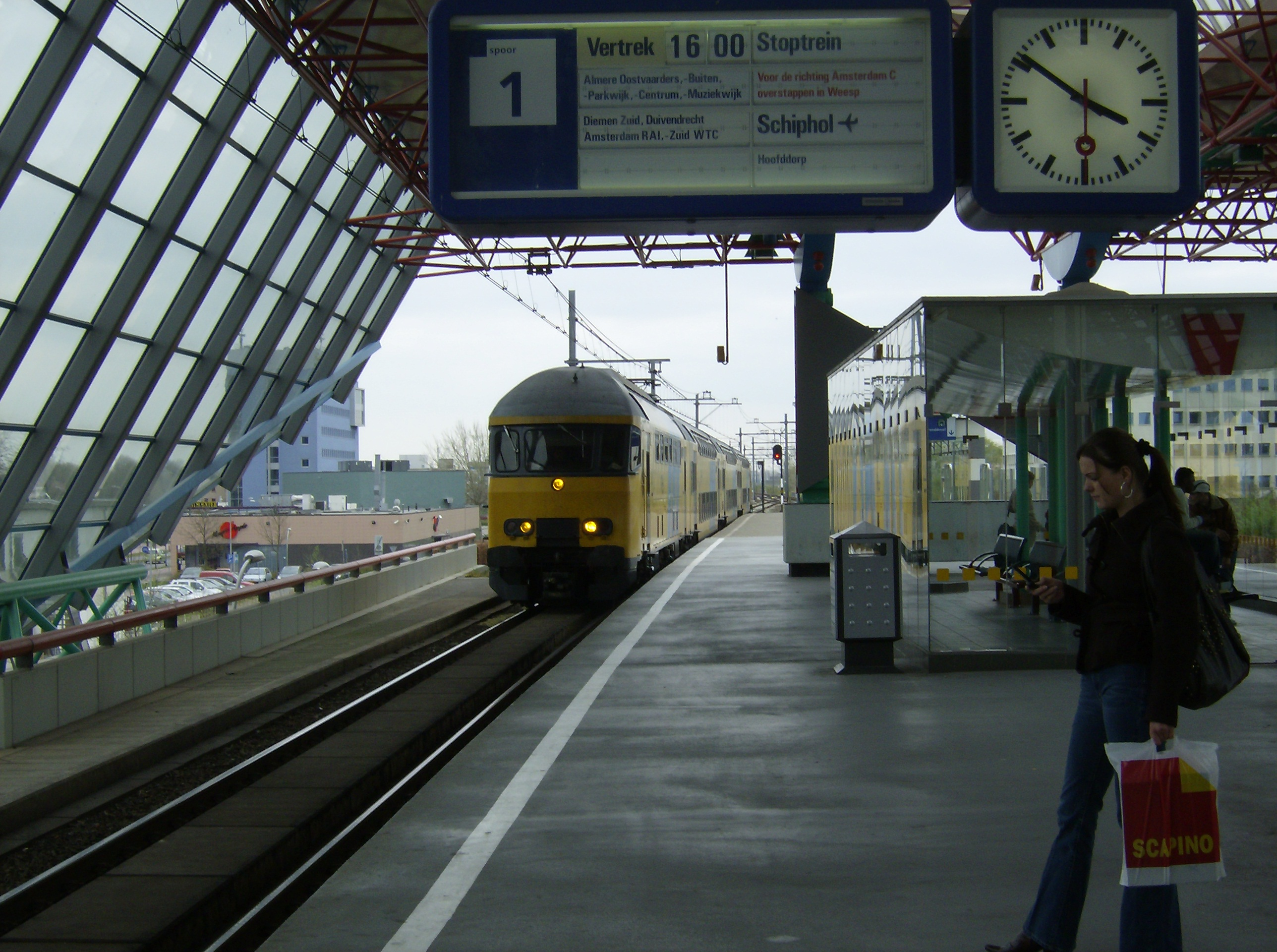
Desserte en 2007.
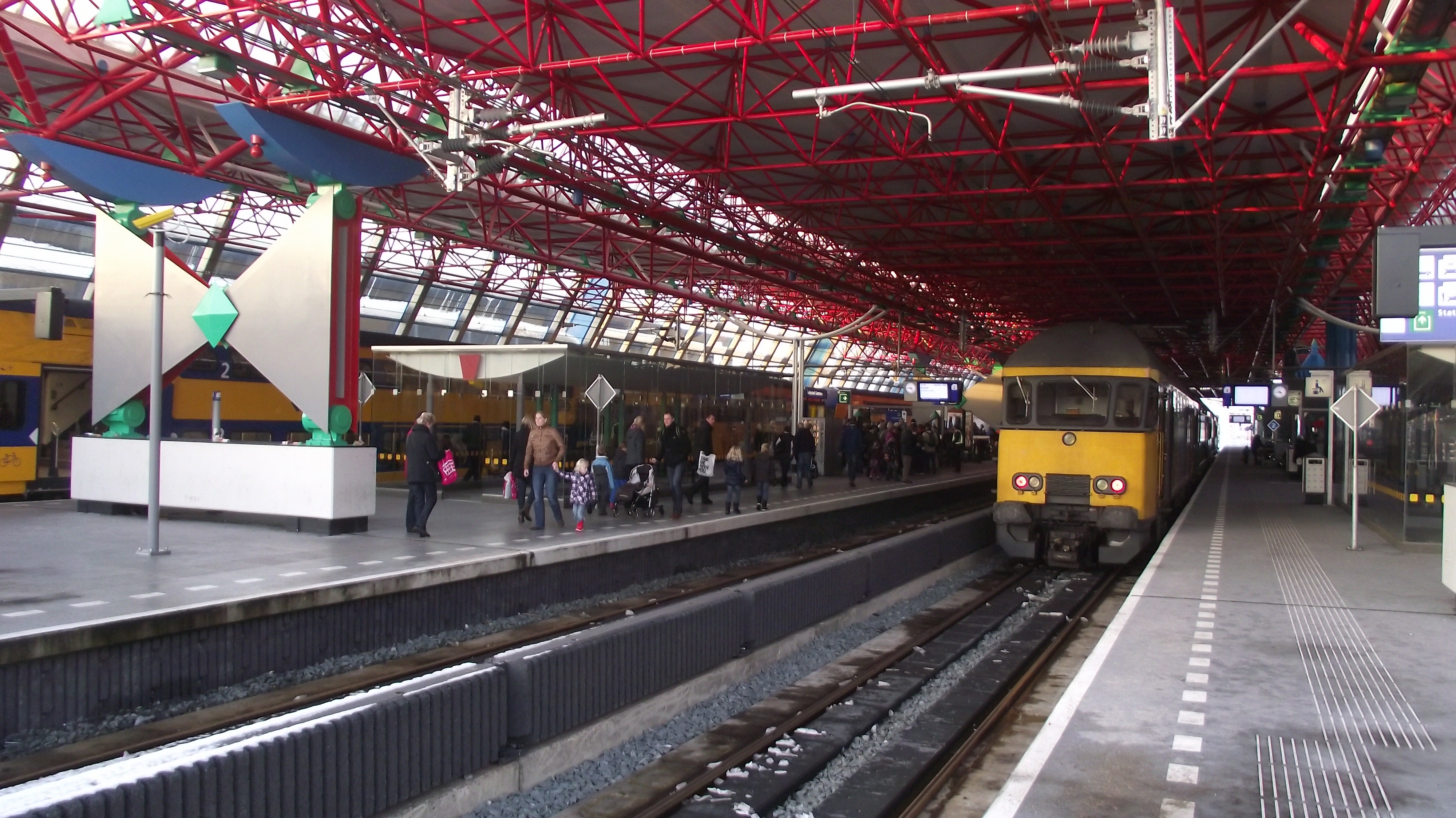
Desserte en 2012.
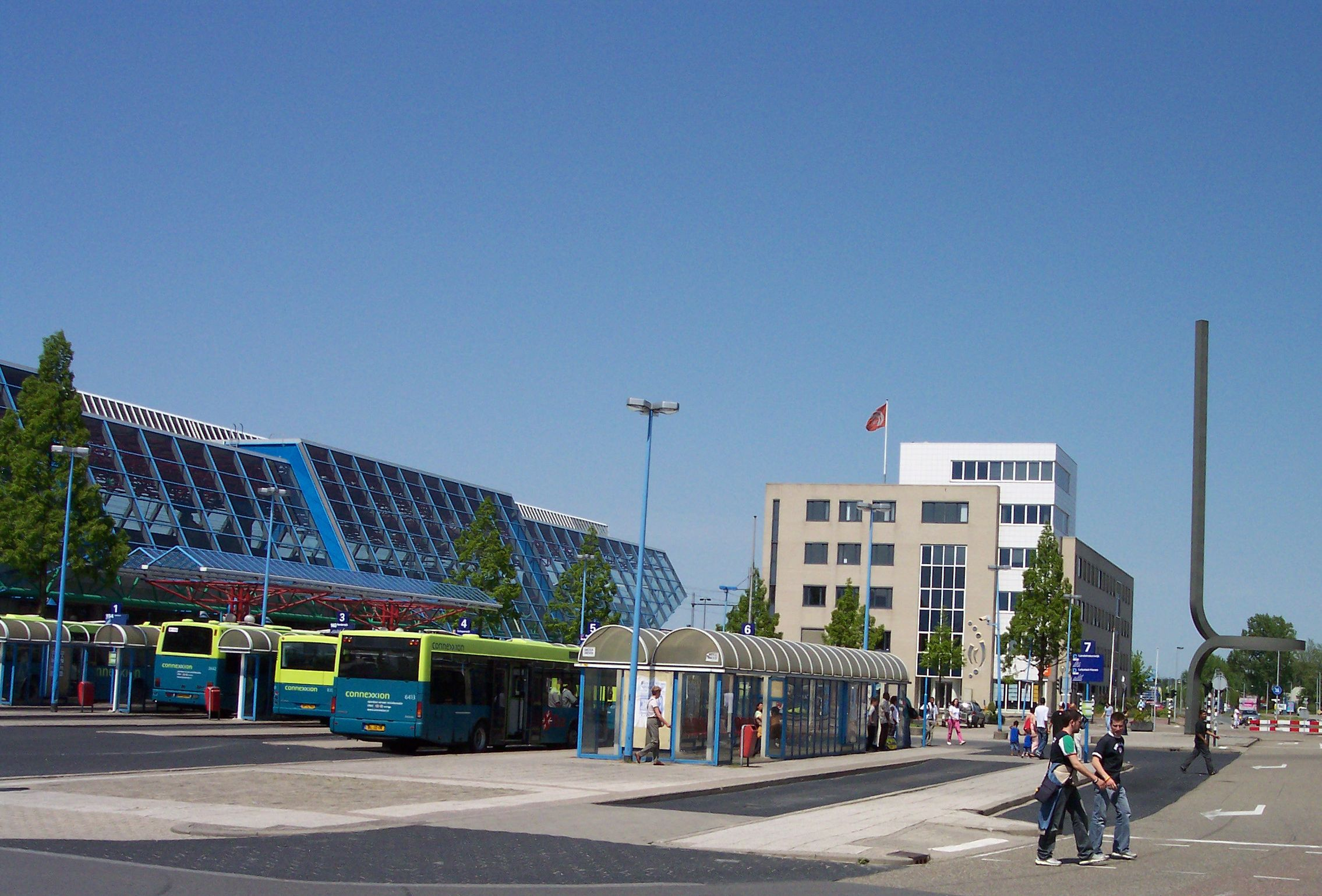
Gare routière en 2005.